# Topobates comatus
Topobates comatus är en kvalsterart som först beskrevs av Pérez-Íñigo jr., Herrero och Pérez-Íñigo 1987.  Topobates comatus ingår i släktet Topobates och familjen Scheloribatidae. Inga underarter finns listade i Catalogue of Life.